# إلسي كلوز بارسونز
إلسي وورثينغتون كلوز بارسونز (بالإنجليزية: Elsie Clews Parsons)‏ (27 نوفمبر 1875 – 19 ديسمبر 1941) كانت عالمة أنثروبولوجيا، وعالمة اجتماع، وفولكلورية، ونسوية أمريكية، درست قبائل سكان أمريكا الأصليين -مثل قبائل تيوا وهوبي- في أريزونا ونيو مكسيكو والمكسيك، وشاركت بتأسيس جامعة ذا نيو سكول في نيويورك. كانت شريكة في تحرير صحيفة جورنال أوف أميريكان فولكلور (1918–1941)، ورئيسة الجمعية الأمريكية للفولكلور (1919–1920)، ورئيسة الجمعية الأمريكية لعلم الأعراق (1923–1925)، وانتُخبت أولَ رئيسة أنثى للجمعية الأنثروبولوجية الأمريكية (1941) قبل وفاتها بفترة قريبة.
حصلت على شهادة البكالوريوس من جامعة برنارد في عام 1896. حصلت على شهادة الماجستير في عام 1897 والدكتوراه في عام 1899 من جامعة كولمبيا.
تقدم الجمعية الأمريكية لعلم الأعراق كل عامين جائزة إلسي كلوز بارسونز لأفضل مقال لطالب متخرج تكريمًا لها. 

## سيرة حياتها
كان والد بارسونز المصرفي الثري من نيويورك هنري كلوز، أما والدتها فهي لوسي ماديسون وورثينغتون. كان شقيقها هنري كلوز الابن فنانًا. في الأول من سبتمبر عام 1900، وفي مدينة نيوبورت التابعة لولاية رود آيلاند، تزوجت هربرت بارسونز الذي أصبح في ما بعد عضوًا في الكونغرس الأمريكي عن الحزب الجمهوري لثلاث ولايات انتخابية، وهو شريك وحليف سياسي للرئيس ثيودور روزفلت. عندما كان زوجها عضوًا في الكونغرس، نشرت كتابين أثارا الجدل في ذلك الوقت تحت اسم مستعار هو جون ماين.
أصبحت بارسونز مهتمة بالأنثروبولوجيا في عام 1910. آمنت بأن الفولكلور كان شديد الأهمية من أجل فهم الثقافة، وأن الأنثروبولوجيا قد تمثل أداة للتغيير الاجتماعي.
يُعتبر عملها عن دين شعوب بويبلو الهندية من كلاسيكيات الأدب الأنثروبولوجي؛ جمعت فيه كامل الأعمال التي جمعتها وجمعها كتاب سابقون. لكن هذا العمل موسوم باستخدامه تقنيات البحث التطفلية والمخادعة.
على أي حال، يشير المفكرون النقديون المعاصرون إلى كلوز بارسونز بأنها مثال نموذجي للمفكرة «النسوية المعادية للحداثة»، فهي معروفة بتأثرها بالسكان الأصليين في أمريكا، الذي يظهر كرغبة في الحفاظ على الهوية الأمريكية «التقليدية» و«النقية»، بصرف النظر عن طريقة تعامل الشعوب الأصلية ذاتها مع مسائل الحداثة والتغير الثقافي. يشير غراند (2004، ص. 134) إلى أن ميولها العنصرية والمنتقصة من قيمة الشعوب الأمريكية الأصلية مثبتة بالأدلة، مثل إقدامها على تغيير اسمها وتبني «هوية» الهوبي، وذلك من أجل زيادة فرصتها في الوصول إلى أماكن الأبحاث والمشاركين فيها (جيكوبز 1999، ص. 102).

## أفكارها النسوية
كانت معتقدات بارسونز النسوية شديدة التطرف بالمقارنة مع زمنها، إذ دعمت أفكارًا مثل الزواج التجريبي المؤقت، والطلاق من خلال الموافقة المشتركة، وتسهيل الحصول على الوسائل الموثوقة لمنع الحمل، الذي كتبت عنه في كتابها العائلة عام 1906. كتبت أيضًا عن التأثيرات التي أحدثها المجتمع على نمو الأفراد، وتحديدًا التوقعات المرتبطة بدور كل جنس، وإعاقة هذه التوقعات للنمو الفردي لكل من الرجال والنساء. قوبل كتابها العائلة (1906) بالكثير من الجدل لدرجة أنها نشرت كتابها الثاني العفة الدينية (1913) تحت الاسم المستعار «جون ماين» لكي لا تؤثر على المسيرة المهنية السياسية لزوجها هربرت بارسونز.
كانت الأفكار النسوية التي ناقشتها سابقة لزمانها لدرجة أن النقاش في هذه المواضيع بدأ بعد وفاة كلوز بارسونز. أدى ذلك إلى اعتبارها رائدة من رواد الحركة النسوية. تحدت كتاباتها وأسلوب حياتها الأدوار الجنسية النمطية في ذلك الوقت، وساهمت في تسليط الضوء على موضوع المساواة الجنسية.

## أعمالها

### أعمالها الأولى في مجال علم الاجتماع
- العائلة (1906)
- العفة الدينية (1913)
- المرأة التقليدية (1913)
- الخوف والتقليدية (1914)
- الحرية الاجتماعية (1915)
- القاعدة الاجتماعية (1916)

### الأنثروبولوجيا
- التنظيم الاجتماعي للتيوا في نيو مكسيكو (1929)
- الشعائرية لدى هوبي وزوني (1933)
- دين شعوب بويبلو الهندية (1936)

### توصيف الأعراق البشرية
- ميتلا: بلدة الأرواح (1936)
- بيغوش (1945)

### الدراسات البحثية في الفولكلور
- فولكلور جزر الرأس الأخضر (1923)
- فولكلور جزر البحر (1924)
- فولكلور ميغماك (1925)
- فولكلور جزر الأنتيل (3 مجلدات، 1933–1943)

## روابط خارجية
- إلسي كلوز بارسونز على موقع الموسوعة البريطانية (الإنجليزية)